# EA Sports FC 24
EA Sports FC 24 és un videojoc de futbol desenvolupat per EA Sports que fa part de la nova sèrie EA Sports FC que substitueix la saga FIFA, a causa de la no renovació de l'empresa canadenca de jocs amb la màxima associació del futbol mundial. Es va anunciar al canal de YouTube d'EA l'11 de juliol de 2023 i va ser llançat dos mesos després el 29 de setembre.
El joc està disponible per a PlayStation 4 i 5, Xbox One, Sèries X i S, Ordinador i Nintendo Switch. També serà el primer joc electrònic de la sèrie EA Sports FC.

## Portades
Erling Haaland, davanter del Manchester City és el representant de la portada de l'edició estàndard del joc. La portada de l'edició Ultimate és representat per 31 jugadors emblemàtics actuals i antics del futbol mundial. Una de les figures destacades són jugadors actuals com a Vinícius Júnior, Alexia Putellas, Sam Kerr, Jude Bellingham, Heung-min Son, Erling Haaland i jugadors antics com Ronaldinho, Riquelme, Johan Cruyff, Zinedine Zidane i Pelé.
Els aficionats van notar l'absència de jugadors de renom com Messi, Cristiano Ronaldo i Mbappé en aquesta darrera portada.
| Edició    | Regió  | Jugador        |
| --------- | ------ | -------------- |
| Estàndard | Global | Erling Haaland |
| Ultimate  | Global | 31 jugadors    |

## Telecronistes
En la primera edició de la saga l'EA FC, hi ha canvis de comentaristes a l'Espanya: el narrador Manolo Lama i el comentarista Francisco González deixen la franquícia després de 26 anys i són substituïts respectivament per Miguel Ángel Roman, narrador de DAZN i DjMaRiiO, youtuber madrileny.

## Caracterìstiques del joc
La versió del joc per a Nintendo Switch és executat per primera vegada al motor de joc Frostbite, proporcionant una jugabilitat similar a les versions del PlayStation 4 i Xbox One.

### Hypermotion V
El joc va presentar la tecnologia "HyperMotion V", que utilitza dades volumètriques capturades per càmeres al voltant dels estadis en més de 180 partits d'alt nivell, inclòs la Lliga de Campions, la Lliga de Campions femení, la Premier League i La Lliga. Les dades de "Advanced 11v11 Match Capture" van ser utilitzats per ensenyar als algoritmes d'aprenentatge automàtic propietaris d'EA Sports FC, cosa que resulta en més d'11,000 animacions en el joc en comparació amb més de 6,000 al seu predecessor.

### AcceleRATE 2.0
El sistema divideix el moviment dels jugadors en set arquetips diferents, més del doble de la quantitat presentada del FIFA 23. Els tres tipus d'acceleració base són "Controlat", "Explosiu" i "Llarg". La majoria dels jugadors cauen a la categoria "Controlat" i acceleren de manera uniforme i controlada. Els jugadors "Explosius" són més baixos i àgils que altres jugadors, cosa que resulta en un major esclat inicial d'acceleració després del qual disminueixen la velocitat. Els jugadors més alts i forts es classifiquen com a "Llarg", començant més lentament però capaços de prosperar en distàncies llargues.

### Clubs i futbol VOLTA
El mode combinat clubs i futbol VOLTA introdueix el joc multiplataforma entre usuaris en consoles de la mateixa generació, ampliant el joc creuat a tots els modes multijugador en línia del joc. Els usuaris poden jugar entre PS5, Xbox Series X i S i PC, mentre que els usuaris de PlayStation 4 i Xbox One poden jugar entre ells.

## Llicència FIFA
El 10 de maig de 2022, l'empresa canadenca i la principal associació mundial de futbol van anunciar que el seu acord de llicència a llarg termini, que havia durat trenta anys finalitzaria a la seva conclusió el 31 de desembre de 2022, després d'una pròrroga d'un any per permetre el llançament de FIFA 23. El mateix dia, EA va anunciar que la seva franquícia de videojocs es canviaria de nom de FIFA per l'EA Sports FC a partir del 2023 i es mantindrien les llicències dels jugadors, equips, estadis i lligues. Les noves llicències adquirides per a EA Sports FC 24 inclouen una varietat de lligues femenines, com ara les lligues femenines: Lliga F (Espanya) i Frauen-Bundesliga (Alemanya). EA també va revelar en un esdeveniment de presentació del joc el juliol de 2023 que havien fet acords exclusius amb la UEFA (Europa), la Premier League (Anglaterra) i la Lliga espanyola, i inclourien les seves competicions a la nova sèrie EA Sports FC. Aquest joc també serà el primer de la franquícia que inclou la llicència de la Pilota d'Or, premi principal al millor jugador del món organitzat per France Football.

## Llicències del joc
Aquí hi ha les següents lligues i equips amb llicència (o no) en el joc.

### Competicions continentals
| Conf.    | Competició               |
| -------- | ------------------------ |
| CONMEBOL | CONMEBOL Libertadores    |
| CONMEBOL | Copa Sud-americana       |
| CONMEBOL | Recopa Sud-americana     |
| UEFA     | Lliga de Campions        |
| UEFA     | Lliga Europa             |
| UEFA     | Lliga Europa Conferència |
| UEFA     | Supercopa d'Europa       |

| Conf. | Competició        |
| ----- | ----------------- |
| UEFA  | Lliga de Campions |

### Lligues nacionals

#### Masculines
| Lligues europees (UEFA) | Lligues europees (UEFA) | Lligues europees (UEFA) | Lligues europees (UEFA) | Lligues europees (UEFA) |
| ----------------------- | ----------------------- | ----------------------- | ----------------------- | ----------------------- |
| LaLliga                 | Premier League          | Bundesliga              | Serie A                 | Allsvenskan             |
| LaLliga 2               | EFL Championship        | 2. Bundesliga           | Serie B                 | Eliteserien             |
| Liga Portugal           | League One              | 3. Fußball-Liga         | Super League            |                         |
| Ligue 1                 | League Two              | Eredivisie              | Bundesliga              |                         |
| Ligue 2                 | Premiership             | Ekstraklasa             | Superliga               |                         |
| Pro League              | Premier Division        | 3F Superliga            | Süper Lig               |                         |

| Lligues asiàtiques (AFC) |
| ------------------------ |
| Saudi League             |
| Indian League            |
| K-League                 |
| Superlliga               |
| A-League                 |

| Lligues americanes (CONMEBOL/CONCACAF) |
| -------------------------------------- |
| Liga Profesional de Fútbol-Argentina   |
| Major League Soccer                    |

#### Femenines
| Conf.    | Competició                     |
| -------- | ------------------------------ |
| CONCACAF | National Women's Soccer League |
| UEFA     | Barclays Women’s Super League  |
| UEFA     | Lliga F                        |
| UEFA     | Frauen-Bundesliga              |
| UEFA     | D1 Arkema                      |

### Copes licenciades
| Copes masculines (UEFA-CONCACAF) | Copes masculines (UEFA-CONCACAF) | Copes masculines (UEFA-CONCACAF) |
| -------------------------------- | -------------------------------- | -------------------------------- |
| Emirates FA Cup                  | Coppa Italia                     | Trophée Champ.                   |
| Carabao Cup                      | EA Sports FC Supercup            | Croky Cup                        |
| FA Community Shield              | DFB-Pokal                        | Sydbank Pokalen                  |
| EFL Cup                          | Supercup                         | U.S. Open Cup                    |

### Equips licenciades
| Equips Masculines (UEFA-AFC-CONCACAF) | Equips Masculines (UEFA-AFC-CONCACAF) | Equips Masculines (UEFA-AFC-CONCACAF) |
| ------------------------------------- | ------------------------------------- | ------------------------------------- |
| APOEL Nicòsia                         | Panathinaikos                         | Viktoria Plzeň                        |
| Dínamo Zagreb                         | HJK Helsínki                          | Xakhtar Donetsk                       |
| Hajduk Split                          | Ferencváros                           | Dínamo de Kiiv                        |
| AEK Atenes                            | Slavia Praga                          | Al-Ain                                |
| PAOK                                  | Sparta Praga                          | MLS All Stars                         |